# Club Baloncesto Canarias 2018-2019
Questa voce raccoglie le informazioni riguardanti il Club Baloncesto Canarias nelle competizioni ufficiali della stagione 2018-2019.

## Stagione
La stagione 2018-2019 del Club Baloncesto Canarias è la 15ª nel massimo campionato spagnolo di pallacanestro, la Liga ACB.

## Roster
Aggiornato al 14 luglio 2018.
| Iberostar Tenerife 2018-19 | Iberostar Tenerife 2018-19 |
| Giocatori                  | Staff tecnico              |
| -------------------------- | -------------------------- |

| N. | Naz.                                        | Ruolo | Nome                  | Anno | Alt.   | Peso   |  |
| -- | ------------------------------------------- | ----- | --------------------- | ---- | ------ | ------ |  |
| 00 | Spagna (bandiera)                           | P     | Rodrigo San Miguel    | 1985 | 182 cm | 84 kg  |  |
| 1  | Germania (bandiera)                         | G     | Lucca Staiger         | 1988 | 195 cm | 93 kg  |  |
| 4  | Stati Uniti (bandiera)                      | C     | Colton Iverson        | 1989 | 213 cm | 116 kg |  |
| 5  | Argentina (bandiera) · Italia (bandiera)    | PG    | Nicolás Richotti (C)  | 1986 | 184 cm | 80 kg  |  |
| 6  | Polonia (bandiera)                          | AC    | Tomasz Gielo          | 1993 | 205 cm | 106 kg |  |
| 7  | Senegal (bandiera) · Spagna (bandiera)      | C     | Mamadou Niang         | 1994 | 209 cm | 107 kg |  |
| 9  | Argentina (bandiera) · Italia (bandiera)    | AP    | Nicolás Brussino      | 1993 | 200 cm | 98 kg  |  |
| 10 | Spagna (bandiera)                           | P     | Ferrán Bassas         | 1992 | 181 cm | 85 kg  |  |
| 11 | Spagna (bandiera)                           | A     | Sebas Saiz            | 1994 | 202 cm | 105 kg |  |
| 12 | Stati Uniti (bandiera) · Georgia (bandiera) | G     | Thaddus McFadden      | 1987 | 188 cm | 82 kg  |  |
| 14 | Danimarca (bandiera)                        | A     | Mads Stürup           | 1997 | 197 cm | 90 kg  |  |
| 18 | Spagna (bandiera)                           | AC    | Samuel Rodríguez      | 1997 | 202 cm |        |  |
| 21 | Stati Uniti (bandiera)                      | AG    | Tim Abromaitis        | 1989 | 203 cm | 107 kg |  |
| 23 | Estonia (bandiera)                          | AP    | Janari Jõesaar        | 1993 | 198 cm | 94 kg  |  |
| 31 | Belgio (bandiera)                           | AG    | Pierre-Antoine Gillet | 1991 | 201 cm | 105 kg |  |
| 33 | Spagna (bandiera)                           | AP    | Javier Beirán         | 1987 | 200 cm | 90 kg  |  |
| 34 | Stati Uniti (bandiera) · Spagna (bandiera)  | P     | Davin White           | 1981 | 184 cm | 88 kg  |  |
| -  | Spagna (bandiera)                           | P     | Alberto Cabrera       | 1998 | 178 cm |        |  |

| Allenatore                                                                                                 |
| - Txus Vidorreta                                                                                           |
| Assistente/i                                                                                               |
| - Marco Antonio Justo - Santiago Lucena - Nacho Yáñez Legenda - (C) Capitano - (IN) Inattivo - Infortunato |

## Mercato

### Sessione estiva
| Acquisti | Acquisti              | Acquisti                 | Acquisti   | Acquisti |
| R.a      | Nome                  | da                       | Modalità   |          |
| -------- | --------------------- | ------------------------ | ---------- | -------- |
| AG       | Pierre-Antoine Gillet | Élan Chalon              | definitivo |          |
| A        | Sebas Saiz            | Real Madrid              | prestito   |          |
| AP       | Nicolás Brussino      | Gran Canaria             | definitivo |          |
| G        | Lucca Staiger         | Bamberger                | definitivo |          |
| AC       | Tomasz Gielo          | Joventut Badalona        | definitivo |          |
| C        | Colton Iverson        | Andorra                  | definitivo |          |
| G        | Thaddus McFadden      | Chongqing Sanhai Lanling | definitivo |          |
| C        | Fran Guerra           | Melilla                  | definitivo |          |

| Cessioni | Cessioni           | Cessioni         | Cessioni       | Cessioni |
| R.       | Nome               | a                | Modalità       |          |
| -------- | ------------------ | ---------------- | -------------- | -------- |
| C        | Fran Vázquez       | Saragozza        | fine contratto |          |
| AP       | Mateusz Ponitka    | Lokomotiv Kuban' | fine contratto |          |
| C        | Mike Tobey         | Valencia         | fine contratto |          |
| AP       | Kōstas Vasileiadīs | Obradoiro        | fine contratto |          |
| AG       | Rosco Allen        | Shimane S. Magic | fine contratto |          |
| P        | Josh Akognon       | Fuenlabrada      | fine contratto |          |
| C        | Tai Odiase         | Lavrio           | fine contratto |          |
| G        | Tobias Borg        | Real Betis       | fine contratto |          |
| P        | Davin White        | Free agent       | fine contratto |          |
| C        | Fran Guerra        | Palma            | prestito       |          |

### Dopo l'inizio della stagione
| Acquisti | Acquisti       | Acquisti    | Acquisti         | Acquisti   |
| R.       | Nome           | da          | Data             | Modalità   |
| -------- | -------------- | ----------- | ---------------- | ---------- |
| P        | Davin White    | Free agent  | 15 dicembre 2018 | definitivo |
| AP       | Janari Jõesaar | Kalev/Cramo | 24 febbraio 2019 | definitivo |

| Cessioni | Cessioni         | Cessioni   | Cessioni         | Cessioni    |
| R.       | Nome             | a          | Data             | Modalità    |
| -------- | ---------------- | ---------- | ---------------- | ----------- |
| G        | Thaddus McFadden | Free agent | 12 febbraio 2018 | rescissione |